# Kętrzyn
Kętrzyn (Duits: Rastenburg) is een stad en stadsgemeente in Polen in het woiwodschap Ermland-Mazurië, gelegen in de powiat Kętrzyński. De oppervlakte bedraagt 10,34 km², het inwonertal 27.478 (2017). Voor 1945 maakte de stad deel uit van Duitsland.

## Geschiedenis
In 1329 bouwde de Duitse Orde op een Rastekaym (Pruzzisch: palendorp) genoemde plaats een houten versterking die door Pruzzen en Litouwers in 1347 werd afgebrand. Daarna werd de vesting als burcht in steen herbouwd en even later kreeg het dorp stadsrechten. Als stad werd Rastenburg bestuurscentrum voor een wijde omgeving.
In 1440 sloot Rastenburg zich aan bij de opstand van de Pruisische Bond tegen de Duitse Orde, gesteund door de Poolse koning, die haar bij de Tweede Vrede van Thorn in 1466 moest teruggeven. In 1525 seculariseerde de Orde zich en werd Oost-Pruisen een hertogdom, waarin de lutherse hervorming werd ingevoerd. In 1626 werd in Rastenburg, inmiddels een van de belangrijkste Pruisische steden, het oudste Pruisische regiment gevestigd. De groei die de stad onderging, werd later grotendeels weer teniet gedaan door oorlogsgeweld en daaruit volgende branden en epidemieën die geheel Mazurië teisterden. De stad bleef relatief bespaard want de militaire bevestiging hield stand tegen de verwoestende inval door de Tataren in 1656, en wist zich relatief te beschermen tegen de epidemie van 1709-1711, die elders meer dan de helft van de bevolking oostelijk Oost-Pruisen van het leven kostte. Rastenburg ontwikkelde zich als bestuurs- en onderwijscentrum en als vestigingsplaats van de Vrijmetselaarsloge.
In 1865 werd een provinciale krankzinnigeninstelling gesticht. Honderden patiënten zouden later aan de geheime euthanasieacties van de nationaalsocialisten ten offer vallen. In 1868 kwam een spoorwegverbinding tot stand met de noord-zuidlijn Lyck (Elk) – Königsberg (Kaliningrad) en daaropvolgend werd Rastenburg een knooppunt met oost-westlijnen van de Preußische Staatseisenbahnen. De ontsluiting van de stad leidde tot enige industrialsatie en daarmee voor een verdubbeling van de bevolking tot 12.000 in inwoners aan de vooravond van de Eerste Wereldoorlog. Aan het begin van de Eerste Wereldoorlog werd de stad begin september 1914 twee weken door de Russen bezet, die zich  na de Slag bij Tannenberg weer moesten terugtrekken.
In 1940 werd even buiten de stad bij het dorp Görlitz een Führerhauptquartier (hoofdkwartier van Hitler) gebouwd onder de naam Wolfsschanze. Hier pleegde Claus von Stauffenberg op 20 juli 1944 een bomaanslag op Hitler. Begin 1945 trok het Sovjetleger Oost-Pruisen binnen en werd ook Rastenburg ingenomen. De bevolking vluchtte of werd, voor zover zij gebleven was, later verdreven (zie Verdrijving van Duitsers na de Tweede Wereldoorlog). Bij uitzondering bleef de stad grotendeels van verwoesting gespaard en Polen en Oekraïners namen de plaats van de oorspronkelijke bevolking in. De Poolse autoriteiten noemden Rastenburg naar gebruik van de Mazoerische bevolking in de omgeving eerst Rastembork, maar doopten de stad in 1946 om in Kętrzyn, als een eerbewijs aan de Pruisische Junker Adalbert von Winkler, die zich tijdens de Poolse opstanden tegen Rusland met de Poolse nationale beweging identificeerde, naar Polen emigreerde en een wetenschappelijke functie in Lemberg (Lviv) kreeg, waar hij zich sindsdien Wojciech Kętrzyński noemde. Hij werd overigens niet hier maar in het naburige Lötzen geboren.
Na de oorlog werden de 17.000 inwoners vervangen door evenveel Polen en Oekraïners, die zich in 1990 verdubbeld hadden maar daarna weer langzaam zijn afgenomen.

## Demografie
| jaar | inwoners | opmerkingen                                                                           |
| 1782 | > 2.000  | Exclusief het garnizoen (staf en 5 compagnieën van een infanterieregiment)            |
| 1802 | 0 2.202  | [ 2 ]                                                                                 |
| 1816 | 0 2.729  | van wie 2.547 Evangelisch, 130 Rooms-Katholiek en 49 Joden                            |
| 1831 | 03.557   | [ 3 ]                                                                                 |
| 1858 | 4.769    | van wie 4.686 Evangelisch en 83 Rooms-Katholiek                                       |
| 1875 | 06.102   | [ 5 ]                                                                                 |
| 1890 | 07.304   | [ 5 ]                                                                                 |
| 1905 | 11.889   | Van wie 907 Rooms-Katholiek en 138 Joden                                              |
| 1925 | 13.859   | Van wie 12.720 Evangelisch, 855 Rooms-Katholiek, 8 overige Christenen en 109 Joden    |
| 1933 | 16.021   | Van wie 14.673 Evangelisch, 1.139 Rooms-Katholiek, 1 'overige' Christen en 102 Joden  |
| 1939 | 17.247   | Van wie 15.254 Evangelisch, 1.435 Rooms-Katholiek, 224 overige Christenen en 29 Joden |
| 1995 | 30.239   | [ 7 ]                                                                                 |
| 2005 | 28.103   | [ 7 ]                                                                                 |
| 2016 | 27.629   | [ 7 ]                                                                                 |

## Klimaat
| maand                        | Jan | Feb | Mrt | Apr | Mei | Jun | Jul | Aug | Sep | Okt | Nov | Dec |
| ---------------------------- | --- | --- | --- | --- | --- | --- | --- | --- | --- | --- | --- | --- |
| Gemiddelde- temperatuur [°C] | −6  | −5  | 1   | 8   | 13  | 16  | 17  | 17  | 13  | 8   | 1   | −3  |

## Verkeer en vervoer
Station Kętrzyn kent verbindingen met Korsze en Ełk. Er stoppen 8 treinen per dag, waarvan 3 sneltreinen (TLK) naar alle uithoeken van Polen. De verbinding met Lidzbark Warmiński is vernietigd in 1945 door het Rode Leger. De spoorverbinding met Węgorzewo bestaat nog wel, maar kent geen reizigersbediening meer.

## Sport en recreatie
- Door deze plaats loopt de Europese wandelroute E11. De E11 loopt van Den Haag naar het oosten, op dit moment de grens Polen/Litouwen. Ter plaatse komt de route van het westen van Biedaszki (powiat Kętrzyński) en vervolgt in oostelijke richting naar Karolewo.

## Partnersteden
- Zlaté Hory in Tsjechië – sinds 1999
- Wesel in Noordrijn-Westfalen – sinds 2002
- Volodymyr in Oekraïne – sinds 2004
- Swetly in het Oblast Kaliningrad – sinds 2005

## Geboren
- Leonhard Presting (1807−1885), jurist en afgevaardigde eerste Duitse parlement
- Karl Bogislaus Reichert (1811–1883), hoogleraar embriologie
- Waldemar Grzimek (1918–1984), hoogleraar beeldende kunsten
- Bruno Guttowski (1924–1976), ijshockeyspeler en -trainer
- Krystyna Kacperczyk (1948), atlete

Stadsdistricten:
Elbląg · Olsztyn

Districten:
Bartoszyce · Braniewo · Działdowo · Elbląg · Ełk · Giżycko · Gołdap · Iława · Kętrzyn · Lidzbark Warmiński · Mrągowo · Nidzica · Nowe Miasto Lubawskie · Olecko · Olsztyn · Ostróda · Pisz · Szczytno · Węgorzewo

Grootste steden:
Bartoszyce · Działdowo · Elbląg · Ełk · Iława · Giżycko · Kętrzyn · Mrągowo · Ostróda · Olsztyn · Szczytno